# Deposición de nanopartículas
La deposición de nanopartículas se refiere al proceso de unir nanopartículas a superficies sólidas llamadas sustratos para crear recubrimientos de nanopartículas. Los revestimientos pueden tener una capa monocapa o multicapa y una estructura organizada o desorganizada según el método de revestimiento utilizado. Las nanopartículas suelen ser difíciles de depositar debido a sus propiedades físicas.

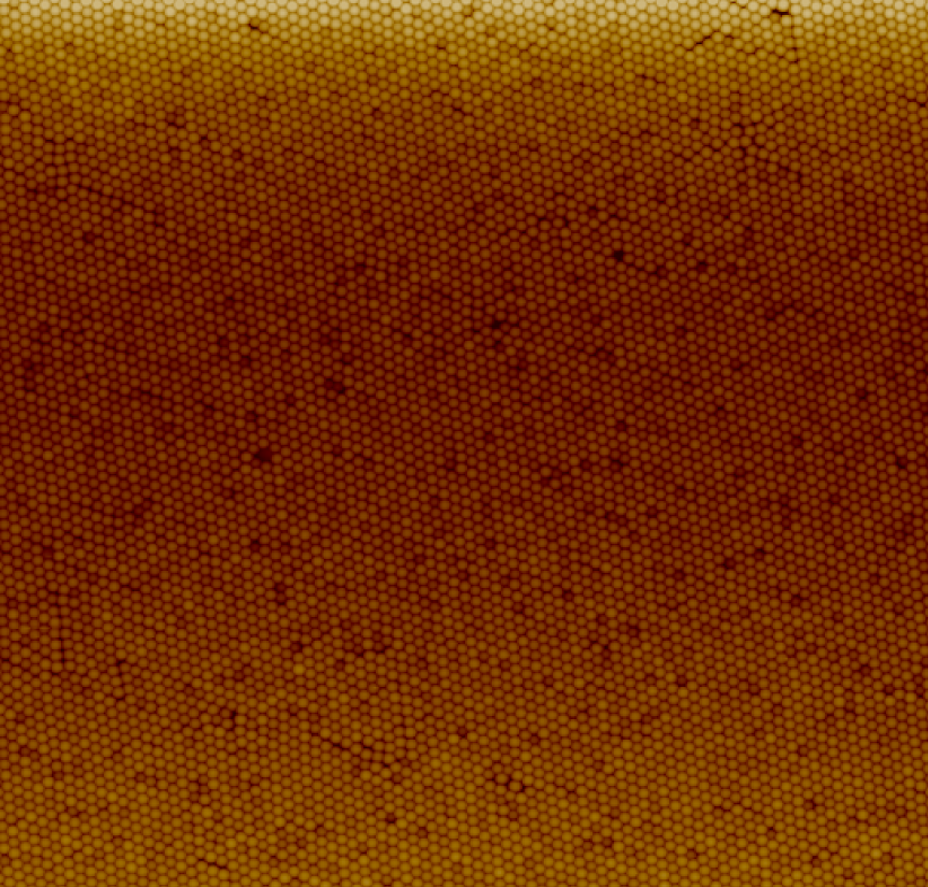
Recubrimiento de nanopartículas de poliestireno sobre cuarzo preparado con el método Langmuir-Blodgett.

## Desafíos
Las nanopartículas pueden estar hechas de diferentes materiales como metales, cerámica y polímeros. La estabilidad de las nanopartículas puede ser un problema, ya que las nanopartículas tienen una tendencia a disminuir su energía superficial muy alta, que se origina en su alta proporción de superficie a volumen. Las nanopartículas desnudas tienden a estabilizarse por sorción de moléculas del entorno o disminuyendo el área de la superficie a través de la coagulación y aglomeración. Por lo general, la formación de estos agregados no es deseada. La tendencia de una nanopartícula a coagularse se puede controlar modificando la capa superficial. En un medio líquido, las moléculas de ligando adecuadas se unen comúnmente a la superficie de la nanopartícula, ya que proporcionan solubilidad en disolventes adecuados y evitan la coagulación.

## Métodos de deposición
Hay varios métodos de recubrimiento diferentes disponibles para depositar nanopartículas. Los métodos se diferencian por su capacidad para controlar la densidad de empaquetamiento de partículas y el grosor de la capa, la capacidad de utilizar diferentes partículas y la complejidad del método y la instrumentación necesaria.

### Langmuir-Blodgett
En el método Langmuir-Blodgett, las nanopartículas se inyectan en la interfase aire-agua en un canal Langmuir-Blodgett especial. Las partículas flotantes se comprimen más cerca unas de otras con barreras motorizadas que permiten controlar la densidad de empaque de las partículas. Después de comprimir las partículas a la densidad de empaquetamiento deseada, se transfieren a un sustrato sólido mediante inmersión vertical (Langmuir-Blodgett) u horizontal (Langmuir-Schaefer) para crear un recubrimiento monocapa. Los recubrimientos multicapa controlados se pueden hacer repitiendo el procedimiento de inmersión varias veces.
Los beneficios del método Langmuir-Blodgett incluyen un control firme sobre la densidad de empaquetamiento y el espesor de capa logrado que se ha demostrado que es mejor que con otros métodos, la capacidad de utilizar diferentes formas y materiales de sustratos y partículas y la posibilidad de caracterizar la capa de partículas durante la deposición, por ejemplo, un microscopio de ángulo Brewster. Como desventaja, una deposición de Langmuir-Blodgett exitosa requiere la optimización de múltiples parámetros de medición, como la velocidad de inmersión, la temperatura y la densidad de empaquetamiento de inmersión.

### Recubrimiento por inmersión y recubrimiento por centrifugación
Los métodos de recubrimiento por inmersión y rotación son métodos simples para la deposición de nanopartículas. Son herramientas útiles, especialmente para crear capas y películas autoensambladas donde la densidad de empaque no es crítica. Se pueden utilizar velocidades de extracción de muestras precisas y sin vibraciones para tener control sobre el espesor de la película. La creación de monocapas de alta densidad suele ser muy difícil ya que los métodos carecen del control de la densidad de empaquetamiento. Además, el volumen de suspensión de nanopartículas requerido tanto para el recubrimiento por rotación como para el recubrimiento por inmersión es bastante grande, lo que puede ser un problema cuando se utilizan materiales de nanopartículas costosos.

### Otros métodos
Otros posibles métodos de deposición incluyen métodos que utilizan el autoensamblaje de partículas por evaporación de disolvente, rasqueta, deposición química de vapor e impresión por transferencia. Algunos de estos métodos, como la evaporación de solventes, son extremadamente simples pero producen películas de baja calidad. Otros métodos, como la deposición química de vapor, son efectivos para ciertos tipos de partículas y sustratos, pero están limitados en los tipos de partículas que se pueden usar y requieren inversiones de instrumentación más pesadas. También se han utilizado métodos híbridos, como combinar el autoensamblaje con Langmuir-Blodgett.

## Aplicaciones de recubrimiento de nanopartículas
Los recubrimientos y películas delgadas hechos de nanopartículas se utilizan en diversas aplicaciones que incluyen pantallas, sensores, dispositivos médicos, almacenamiento de energía y recolección de energía. Ejemplos incluyen:
- Uso de óxido de grafeno para aplicaciones en electrónica[3]
- Uso de nanopartículas de óxidos metálicos, nanotubos de carbono y puntos cuánticos en fotovoltaica, pantallas y sensores[5][6]
- Uso de polímeros y nanocompuestos en patrones nanolitográficos[7]